# Мера (кантон)
Мера (исп. Mera) — один из 4 кантонов эквадорской провинции Пастаса. Площадь составляет 520 км². Население по данным переписи 2001 года — 8088 человек, плотность населения — 15,6 чел/км². Административный центр — одноимённый город.

## География
Расположен в северо-западной части провинции. Граничит с провинциями Тунгурауа (на западе), Морона-Сантьяго (на юго-западе), Напо (на севере) и кантонами Пастаса (на востоке) и Санта-Клара (на северо-востоке).